# Rodrigo Herrera
Rodrigo Ezequiel Herrera (Florencio Varela, 2 agosto 2000) è un calciatore argentino, difensore o centrocampista del Platense in prestito dal Defensa y Justicia.

## Caratteristiche tecniche
Gioca come difensore centrale oppure come mediano a centrocampo.

## Carriera
Herrera è cresciuto nel settore giovanile del Defensa y Justicia, con cui ha debuttato il 6 dicembre 2020 nell'incontro di Copa Diego Armando Maradona perso 1-0 contro l'Independiente.
Nell'estate del 2021 è stato ceduto in prestito per 18 mesi al San Martín (T). Ha debuttato col club biancorosso il 25 luglio nell'incontro perso 2-0 contro l'Alvarado, ed il 21 agosto dell'anno successivo ha segnato il suo primo gol in carriera nel pareggio per 2-2 contro l'All Boys.
Il 22 dicembre 2022 è stato prestato al Barracas Central.

## Statistiche

### Presenze e reti nei club
Statistiche aggiornate al 1º giugno 2025.
| Stagione                  | Squadra                   | Campionato                | Campionato | Campionato | Coppe nazionali | Coppe nazionali | Coppe nazionali | Coppe continentali | Coppe continentali | Coppe continentali | Altre coppe | Altre coppe | Altre coppe | Totale | Totale | Totale |
| Stagione                  | Squadra                   | Comp                      | Pres       | Reti       | Comp            | Pres            | Reti            | Comp               | Pres               | Reti               | Comp        | Pres        | Reti        | Pres   | Reti   |        |
| ------------------------- | ------------------------- | ------------------------- | ---------- | ---------- | --------------- | --------------- | --------------- | ------------------ | ------------------ | ------------------ | ----------- | ----------- | ----------- | ------ | ------ | ------ |
| 2020                      | Defensa y Justicia        | PD                        | -          | -          | CA+CdL+CM       | 0+0+6           | 0               | CS                 | 0                  | 0                  | -           | -           | -           | 6      | 0      |        |
| 2021                      | Defensa y Justicia        | PD                        | -          | -          | CA+CdL          | 0+4             | 0               | CL                 | 0                  | 0                  | RS          | -           | -           | 4      | 0      |        |
| Totale Defensa y Justicia | Totale Defensa y Justicia | Totale Defensa y Justicia | -          | -          |                 | 10              | 0               |                    | 0                  | 0                  |             | -           | -           | 10     | 0      |        |
| 2021                      | San Martín (T)            | PBN                       | 15         | 0          | CA              | 0               | 0               | -                  | -                  | -                  | -           | -           | -           | 15     | 0      |        |
| 2022                      | San Martín (T)            | PBN                       | 35         | 1          | CA              | 1               | 0               | -                  | -                  | -                  | -           | -           | -           | 36     | 1      |        |
| Totale San Martín (T)     | Totale San Martín (T)     | Totale San Martín (T)     | 50         | 1          |                 | 1               | 0               |                    | -                  | -                  |             | -           | -           | 51     | 1      |        |
| 2023                      | Barracas Central          | PD                        | 20         | 0          | CA+CdL          | 2+4             | 0               | -                  | -                  | -                  | -           | -           | -           | 26     | 0      |        |
| 2024                      | Barracas Central          | PD                        | 22         | 0          | CA+CdL          | 2+15            | 0               | -                  | -                  | -                  | -           | -           | -           | 39     | 0      |        |
| Totale Barracas Central   | Totale Barracas Central   | Totale Barracas Central   | 42         | 0          |                 | 23              | 0               |                    | -                  | -                  |             | -           | -           | 65     | 0      |        |
| 2025                      | Platense                  | PD                        | 18         | 0          | CA              | 2               | 0               | -                  | -                  | -                  | -           | -           | -           | 20     | 0      |        |
| Totale carriera           | Totale carriera           | Totale carriera           | 110        | 1          |                 | 36              | 0               |                    | 0                  | 0                  |             | -           | -           | 146    | 1      |        |

## Palmarès

### Club

#### Competizioni nazionali
- Campionato argentino: 1

Platense: 2025 (Apertura)